# تكاب
تاكاب أو تكاب، هي مدينة في المنطقة الوسطى من مقاطعة تكاب، مقاطعة أذربيجان الغربية، إيران، وهي مثابة عاصمة كل من المقاطعة والمنطقة.
بلغ عدد سكانها في تعداد عام 2006 حوالي 43,702 نسمة في 10,078 أسرة. أما التعداد التالي في عام 2011 فأحصى 44.040 شخصًا في 11.749 أسرة. في حين أظهر التعداد الأخير لعام 2016 أن عدد السكان يبلغ 49,677 نسمة في 14,369 أسرة.
تشتهر تكاب بوجود المجمع التاريخي الشهير تخت سليمان إلى الشمال الشرقي من المدينة. كان تخت سليمان أحد أقدم معابد النار الزرادشتية في تاكاب خلال عهد الأسرة الساسانية وكان يحمل اسم أزارغوشناسب. تضم المدينة أيضًا كهف كارافتو بالقرب من سقز.

## أعلام
- شهريار صديق أفشار